# Bactridium insularis
Bactridium insularis is een keversoort uit de familie kerkhofkevers (Monotomidae). De wetenschappelijke naam van de soort werd in 1953 gepubliceerd door Van Dyke.